# ناحیه مریدین، شهرستان کلینتون، ایلینوی
ناحیه مریدین، شهرستان کلینتون، ایلینوی (به انگلیسی: Meridian Township) یک منطقهٔ مسکونی در ایالات متحده آمریکا است که در شهرستان کلینتون، ایلینوی واقع شده‌است. ناحیه مریدین ۵۴۷ نفر جمعیت دارد و ۱۴۶ متر بالاتر از سطح دریا واقع شده‌است.